# Brian Ogilvie
Brian Ogilvie (Vancouver, British Columbia, 20 maart 1954 - Schotland, 14 augustus 2004) was een Canadese jazzklarinettist, saxofonist en componist die in Canada en Amerika actief was in de traditionele jazz. Hij speelde in allerlei bands, waaronder bigbands en een groep met zijn broers.

## Biografie
Ogilvie speelde in 1987 in de Magnolia Brass Band in Toronto, in 1988 had hij een groep met onder andere zijn broer Don Ogilvie (gitaar), Ogilvie Brothers Jazztet. In 1989 kreeg hij de National Canada Council of the Arts-award. In de jaren 1992-95 was hij in de USA lid van de Jim Cullum Jazz Band. In die tijd trad hij met Cullum altijd op in de radioshow Riverwalk Jazz, en leverde hiervoor ook composities aan. Hierna vertrok hij naar New Orleans en trad hij tot  zijn overlijden op verschillende jazzfestivals op. Hij stierf in augustus 2004 na een optreden in Inverness. In de jazz was hij tussen 1975 en 2003 betrokken bij 59 opnamesessies, onder meer van Bob Wilber, Joe Ascione, Dan Barrett, Ralph Sutton en Digby Fairweather.

## Discografie
- For You (Arbors, 1999), met Dan Barrett, John Sheridan, Phil Flanigan, Jeff Hamilton